# Futbol'nyj Klub Zenit Sankt-Peterburg 2021-2022
Questa voce raccoglie le informazioni riguardanti lo Zenit Sankt-Peterburg nelle competizioni ufficiali della stagione 2021-2022.

## Rosa
Rosa e numerazione aggiornate al 9 settembre 2021.
| N. |                     | Ruolo | Calciatore         |
| -- | ------------------- | ----- | ------------------ |
| 1  | Russia (bandiera)   | P     | Stanislav Kricjuk  |
| 2  | Russia (bandiera)   | D     | Dmitrij Čistjakov  |
| 3  | Brasile (bandiera)  | D     | Douglas Santos     |
| 4  | Russia (bandiera)   | D     | Danil Krugovoj     |
| 5  | Colombia (bandiera) | C     | Wílmar Barrios     |
| 6  | Croazia (bandiera)  | D     | Dejan Lovren       |
| 7  | Iran (bandiera)     | A     | Sardar Azmoun      |
| 8  | Brasile (bandiera)  | C     | Wendel             |
| 10 | Brasile (bandiera)  | A     | Malcom             |
| 11 | Brasile (bandiera)  | A     | Claudinho          |
| 14 | Russia (bandiera)   | C     | Daler Kuzjaev      |
| 15 | Russia (bandiera)   | D     | Vjačeslav Karavaev |

| N. |                    | Ruolo | Calciatore         |
| -- | ------------------ | ----- | ------------------ |
| 17 | Russia (bandiera)  | C     | Andrej Mostovoj    |
| 19 | Russia (bandiera)  | C     | Aleksej Sutormin   |
| 21 | Russia (bandiera)  | C     | Aleksandr Erochin  |
| 22 | Russia (bandiera)  | A     | Artëm Dzjuba       |
| 27 | Russia (bandiera)  | C     | Magomed Ozdoev     |
| 41 | Russia (bandiera)  | P     | Michail Keržakov   |
| 44 | Ucraina (bandiera) | D     | Jaroslav Rakyc'kyj |
| 64 | Russia (bandiera)  | C     | Kirill Kravcov     |
| 71 | Russia (bandiera)  | P     | Daniil Odoevskij   |
| 85 | Russia (bandiera)  | A     | Daniil Kuznecov    |
| 94 | Russia (bandiera)  | D     | Danila Chotulev    |

## Statistiche

### Statistiche di squadra
| Competizione         | Punti | In casa | In casa | In casa | In casa | In casa | In casa | In trasferta | In trasferta | In trasferta | In trasferta | In trasferta | In trasferta | Totale | Totale | Totale | Totale | Totale | Totale | DR  |
| Competizione         | Punti | G       | V       | N       | P       | Gf      | Gs      | G            | V            | N            | P            | Gf           | Gs           | G      | V      | N      | P      | Gf     | Gs     | DR  |
| -------------------- | ----- | ------- | ------- | ------- | ------- | ------- | ------- | ------------ | ------------ | ------------ | ------------ | ------------ | ------------ | ------ | ------ | ------ | ------ | ------ | ------ | --- |
| Prem'er-Liga         | 33    | 15      | 13      | 1       | 1       | 53      | 13      | 15           | 6            | 7            | 2            | 23           | 13           | 30     | 19     | 8      | 3      | 76     | 26     | +50 |
| Coppa di Russia      | –     | 1       | 0       | 0       | 1       | 1       | 2       | 0            | 0            | 0            | 0            | 0            | 0            | 1      | 0      | 0      | 1      | 1      | 2      | -1  |
| Champions League     | 1     | 3       | 0       | 1       | 2       | 3       | 5       | 3            | 0            | 0            | 3            | 1            | 8            | 6      | 0      | 1      | 5      | 4      | 13     | -9  |
| Supercoppa di Russia | –     | 0       | 0       | 0       | 0       | 0       | 0       | 1            | 1            | 0            | 0            | 2            | 1            | 1      | 1      | 0      | 0      | 2      | 1      | +1  |
| Totale               | 34    | 19      | 13      | 2       | 4       | 57      | 20      | 19           | 7            | 7            | 5            | 26           | 22           | 38     | 20     | 9      | 9      | 83     | 42     | -41 |

### Andamento in campionato
| Giornata  | 1 | 2 | 3 | 4 | 5 | 6 | 7 | 8 | 9 | 10 | 11 | 12 | 13 | 14 | 15 | 16 | 17 | 18 | 19 | 20 | 21 | 22 | 23 | 24 | 25 | 26 | 27 | 28 | 29 | 30 |
| --------- | - | - | - | - | - | - | - | - | - | -- | -- | -- | -- | -- | -- | -- | -- | -- | -- | -- | -- | -- | -- | -- | -- | -- | -- | -- | -- | -- |
| Luogo     | T | T | C | C | T | T | C | T | C | T  | C  | C  | T  | C  | T  | T  | C  | C  | C  | C  | T  | C  | T  | C  | T  | T  | C  | C  | T  | T  |
| Risultato | V | V | V | N | N | V | V | V | V | P  | P  | V  | V  | N  | V  |    |    |    |    |    |    |    |    |    |    |    |    |    |    |    |
| Posizione | 2 | 1 | 1 | 1 | 2 | 1 | 1 | 1 | 1 | 1  | 1  | 1  | 1  | 1  | 1  | 1  |    |    |    |    |    |    |    |    |    |    |    |    |    |    |

Legenda:

Luogo: C = Casa; T = Trasferta. Risultato: V = Vittoria; N = Pareggio; P = Sconfitta.